# Liste des abbés de Montevergine
Cette liste recense les abbés qui se sont succédé sur le siège de l'abbaye territoriale de Montevergine.

## Abbés
- Bienheureux Albert (1129-1142)
- Alferio (1144/45-1160)
- Roberto Ier (1161-1172)
- Bienheureux Jean Ier (1172-1191)
- Daniele (1191-1196)
- Eustasio (1196-1197)
- Gabriele Ier (1197-1199)
- Guglielmo II (1199-1200)
- Roberto II (1200-1206)
- Saint Donat (1206-1219)
- Giovanni II (1220-1226)
- Giovanni III (1229-1256)
- Gabriele II (?)
- Guglielmo III (?)
- Leone (?)
- Marino (?)
- Bartolomeo Ier (?)
- Giovanni IV (?)
- Bienheureux Bernard (?)
- Guglielmo IV (?)
- Romano (?)
- Pietro Ier (?)
- Filippo I (?)
- Pietro II Ansalone (1349-1382)
- Bartolomeo II (? -1390), déposé
- Padullo di Tocco (1390- ?)
- Palamede dell'Anno (1413-1430)

## Abbés commendataires
- Hugues de Lusignan (1431-1434)
- Guglielmo Italiano (1434- ?)
- Ludovico Trevisano (1443-1465)
- Giovanni d'Aragona (1467-1485)
- Oliviero Carafa (1486-1511)
- Luigi d'Aragona (1511-1515)
  - Régime de la commende cédé à l'hospice de la Santissima Annunziata de Naples (1515-1588)

## Abbés ordinaires
- Giambattista Cassario (1588-1591)
- Decio De Ruggiero (1591-1594)
- Girolamo Perugino (1594-1599)
- Severo Giliberti (1599-1607)
- Amato Porro (1607-1611)
- Urbano Russo (1611-1618)
- Amato Porro (1618-1619), pour la seconde fois
- Paolino Barberio (1619-1622)
- Clemente Nigro (1622-1625)
- Pio Milone di Tocco (1625-1628)
- Pietro Danuscio (1628-1630)
- Giangiacomo Giordano (1630-1639)
- Paolo Longo (1639-1642)
- Giangiacomo Giordano (1642-1645), pour la seconde fois, en 1651, il est nommé évêque de Lacedonia
- Urbano de Martino (1645-1648)
- Matteo di Tocco (1648-1651)
- Egidio Laudati (1651-1654)
- Girolamo Felicella (1654-1656)
- Sebastiano Brosca (1656-1659)
- Benedetto Petrilli (1659-1662)
- Giangiacomo Berardi (1662-1668)
- Luigi Ricciardi (1668-1671)
- Angelo Brancia (1671-1674)
- Nicandro Ferrara (1674-1677)
- Bartolomeo Giannattasio (1677-1680)
- Paolo Faiella (1680-1683)
- Carlo Cutillo (1683-1692)
- Tiberio Maiorini (1692-1694)
- Matteo Galderio (1694-1698)
- Vitantonio Pastorale (1698-1701)
- Albenzio Curtoni (1701-1704)
- Onorio de Porcariis (1704-1707)
- Cherubino Salerno (1707-1710)
- Vitantonio Pastorale (1710-1713), pour la seconde fois
- Giambattista Brancia (1713-1716)
- Gallo Gallucci (1716-1719)
- Ramiro Giraldi (1719-1722)
- Severino Pironti (1722-1725)
- Isidoro de Angelis (1725-1728)
- Gallo Gallucci (1728-1730), pour la seconde fois
- Ramiro Giraldi (1730-1733), pour la seconde fois
- Angelo Federici (1733-1736)
- Isidoro de Angelis (1736-1739), pour la seconde fois
- Michele del Re (1739-1742)
- Ramiro Giraldi (1742-1745), pour la troisième fois
- Angelo Mancini (1745-1748)
- Nicola Letizia (1748-1751)
- Michele del Re (1751-1754), pour la seconde fois
- Fulgenzio Stinca (1754-1757)
- Venanzio Pirotti (1757-1760)
- Nicola Letizia (1760-1763), pour la seconde fois
- Matteo Jacuzio (1763-1766)
- Alberico Mellusio (1766-1769)
- Venanzio Pirotti (1769-1772), pour la seconde fois
- Nicola Letizia (1772-1775), pour la troisième fois
- Matteo Jacuzio (1775-1778), pour la seconde fois
- Anselmo Toppi (1778-1781)
- Vitantonio Santamaria (1781-1784)
- Nicola Verduzio (1784-1786)
- Isidoro Bevere (1786-1789)
- Raffaele Aurisicchio (1789-1793)
- Ferdinando Pastena (1793-1796)
- Urbano de Martinis (1796-1797)
- Tommaso Fiorilli (1797-1800)
- Eugenio Mauro (1800- ?)
- Raimondo Morales (1806-1846)
- Raffaele de Cesare (1847-1850)
- Giuseppe Svizzeri (1850-1853)
- Gioacchino Cessari (1853-1856)
- Giacomo Abignente (1856-1859)
- Guglielmo de Cesare (1859-1884)
- Vittore Maria Corvaia (1884-1908)
- Carlo Gregorio Maria Grasso (1908-1915), nommé archevêque de Salerne
- Giuseppe Ramiro Marcone (1918-1952)
- Anselmo Ludovico Tranfaglia (1952-1968)
  - Bruno Roberto D'Amore (1968-1975), administrateur apostolique
  - Siège vacant (1975-1979)
- Tommaso Agostino Gubitosa (1979-1989)
- Francesco Pio Tamburrino (1989-1998), nommé évêque de Teggiano-Policastro
- Tarcisio Giovanni Nazzaro (1998-2006)
  - Siège vacant (2006-2009)
  - Beda Umberto Paluzzi (de) (2006-2009), administrateur apostolique
- Beda Umberto Paluzzi (de) (2009-2014)
- Riccardo Luca Guariglia (2014-  )